# 胜利纪念碑 (芝加哥)
胜利纪念碑（Victory Monument）位于美国芝加哥的道格拉斯社区，纪念在第一次世界大战期间，曾在法国服役的伊利诺伊州国民警卫队第八军团（非洲裔）。1998年9月9日被指定为芝加哥地标，1986年4月30日列入國家史蹟名錄。每年在此举行纪念日仪式。

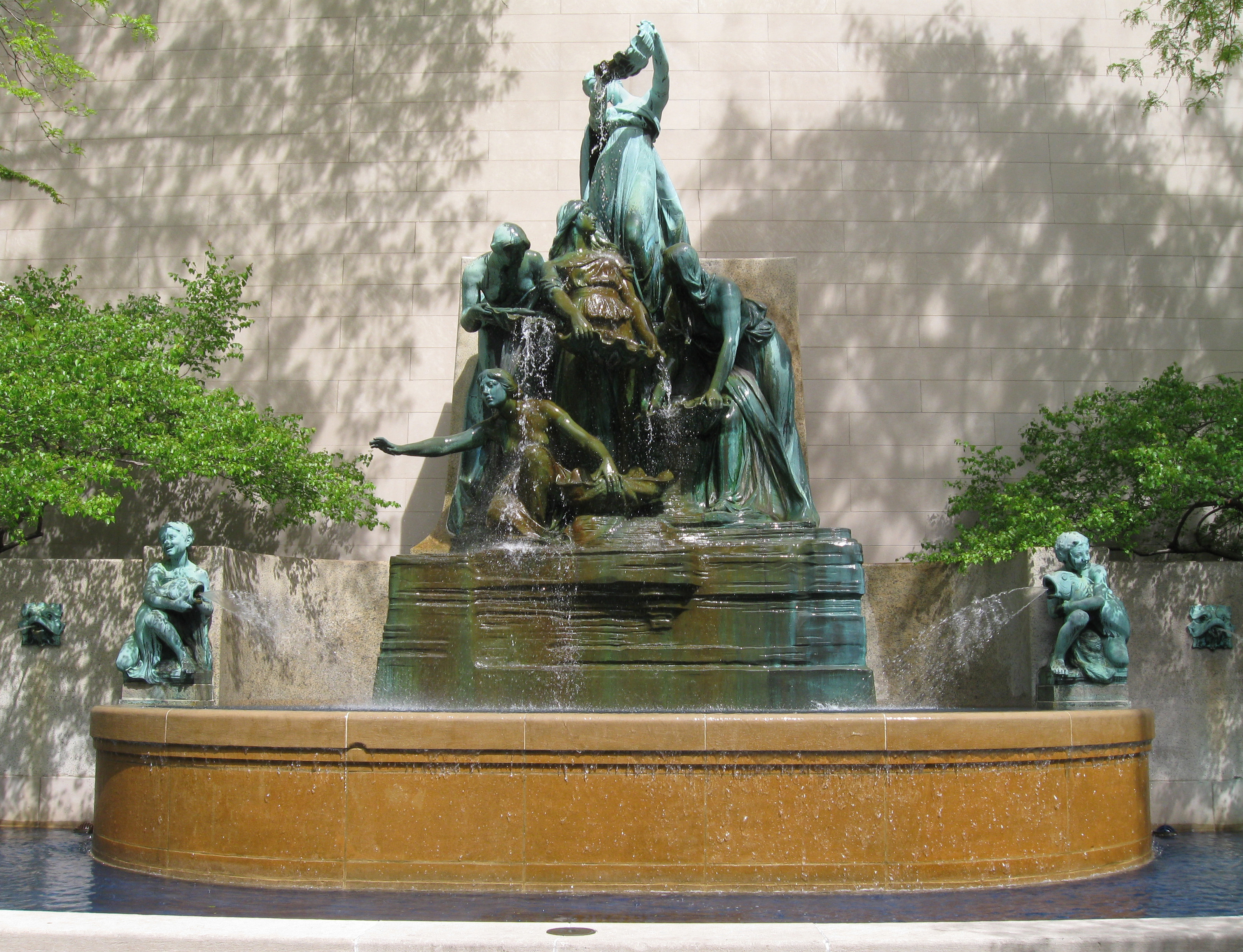
大湖喷泉
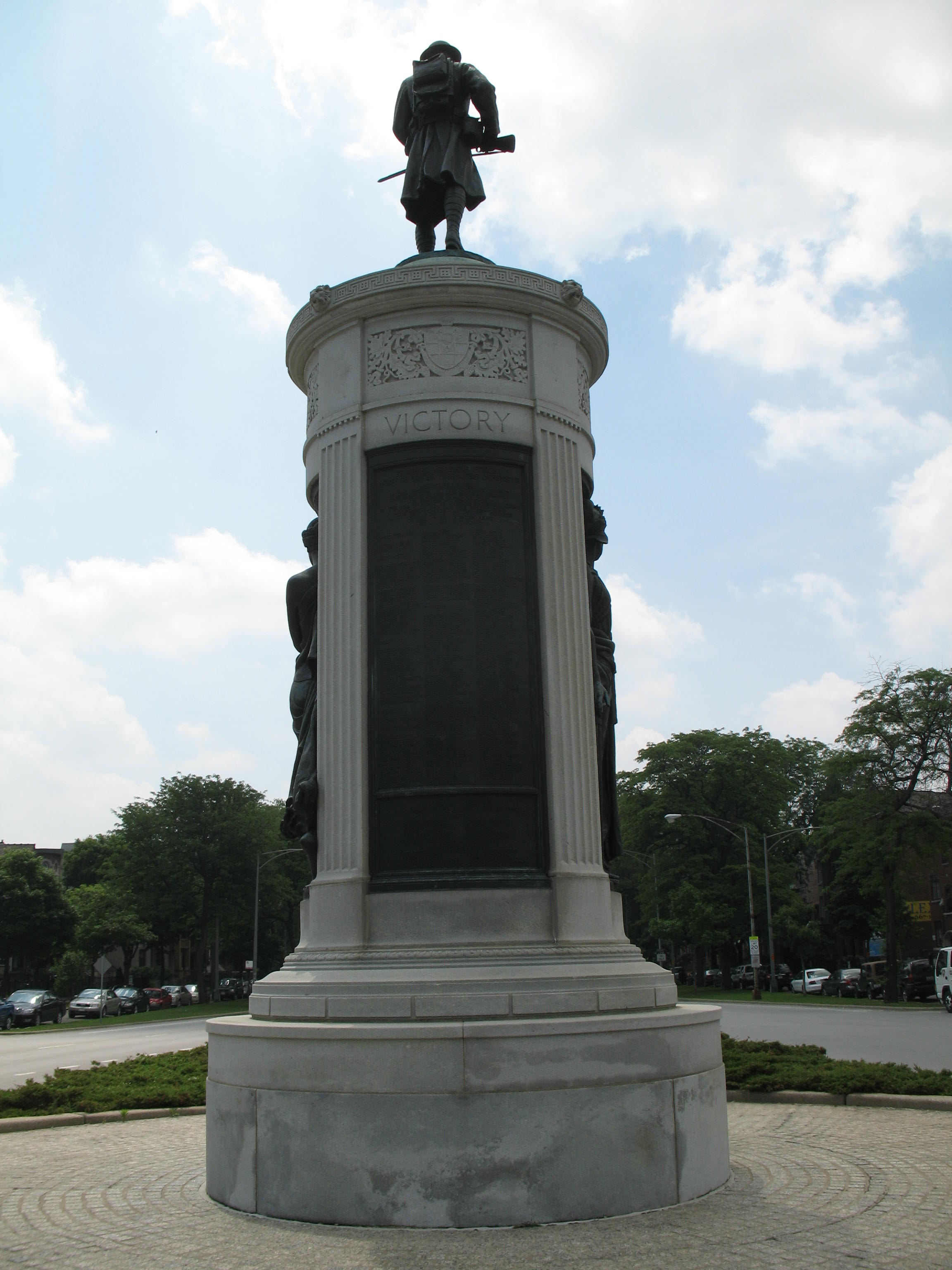
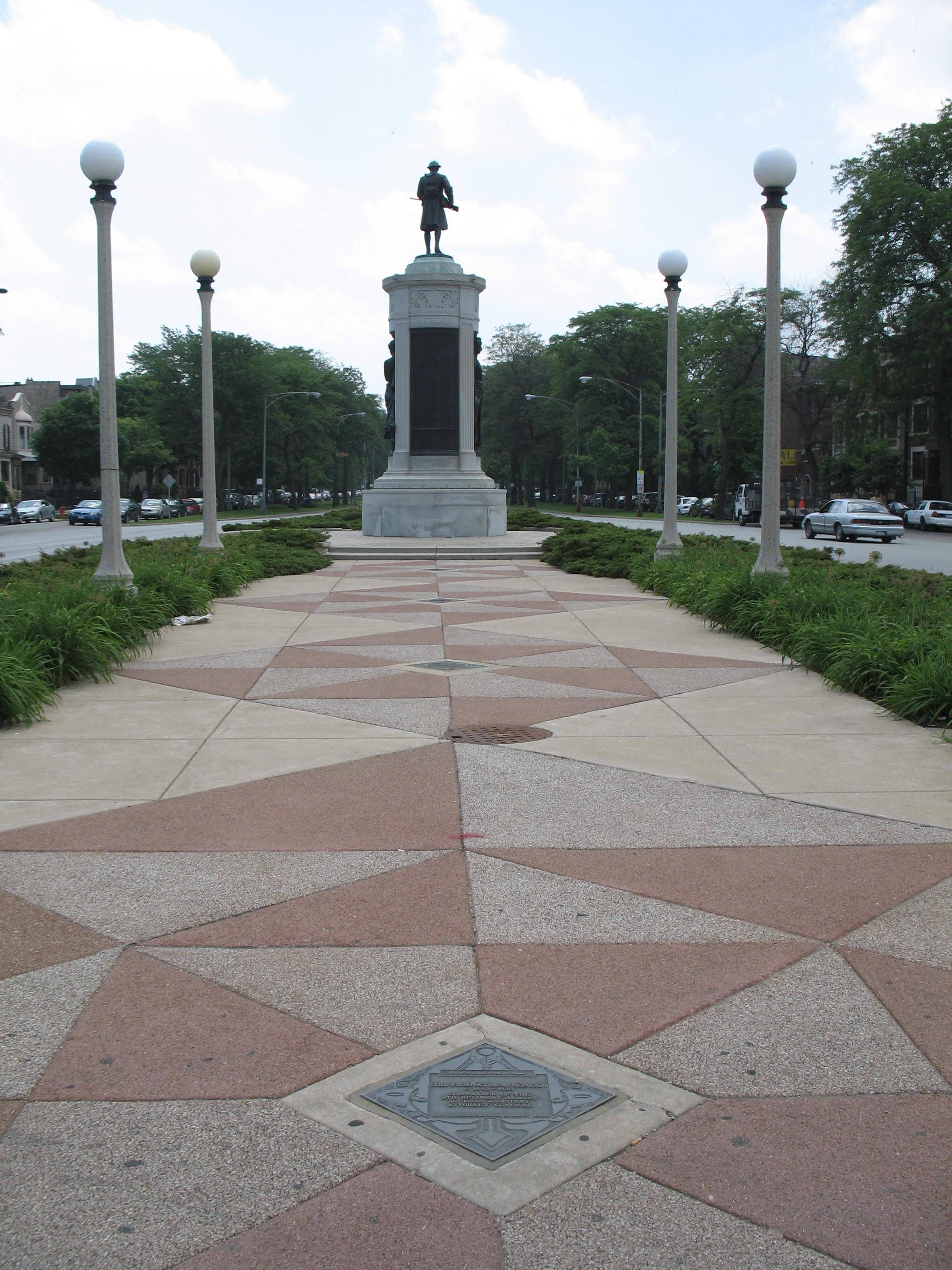
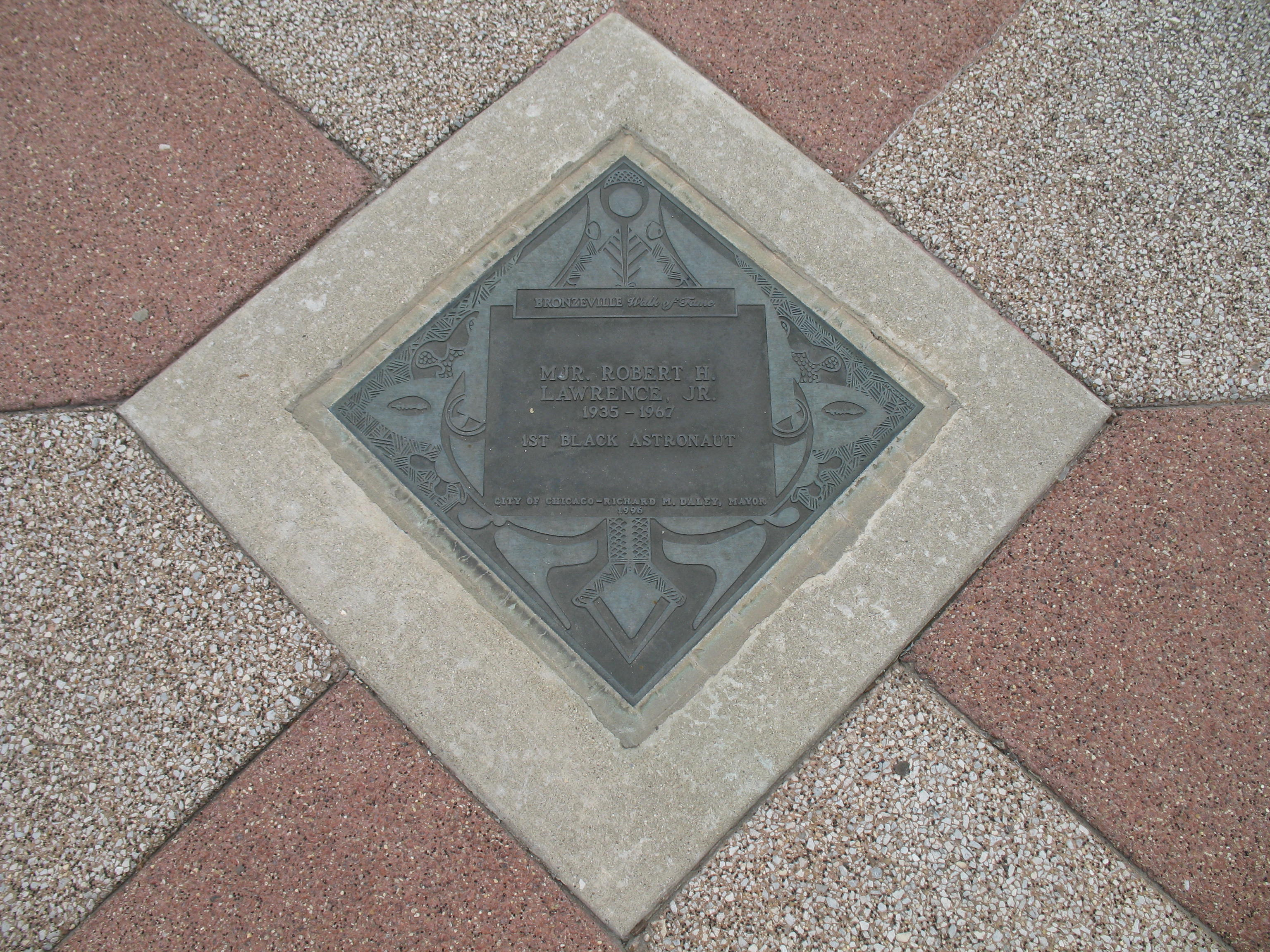
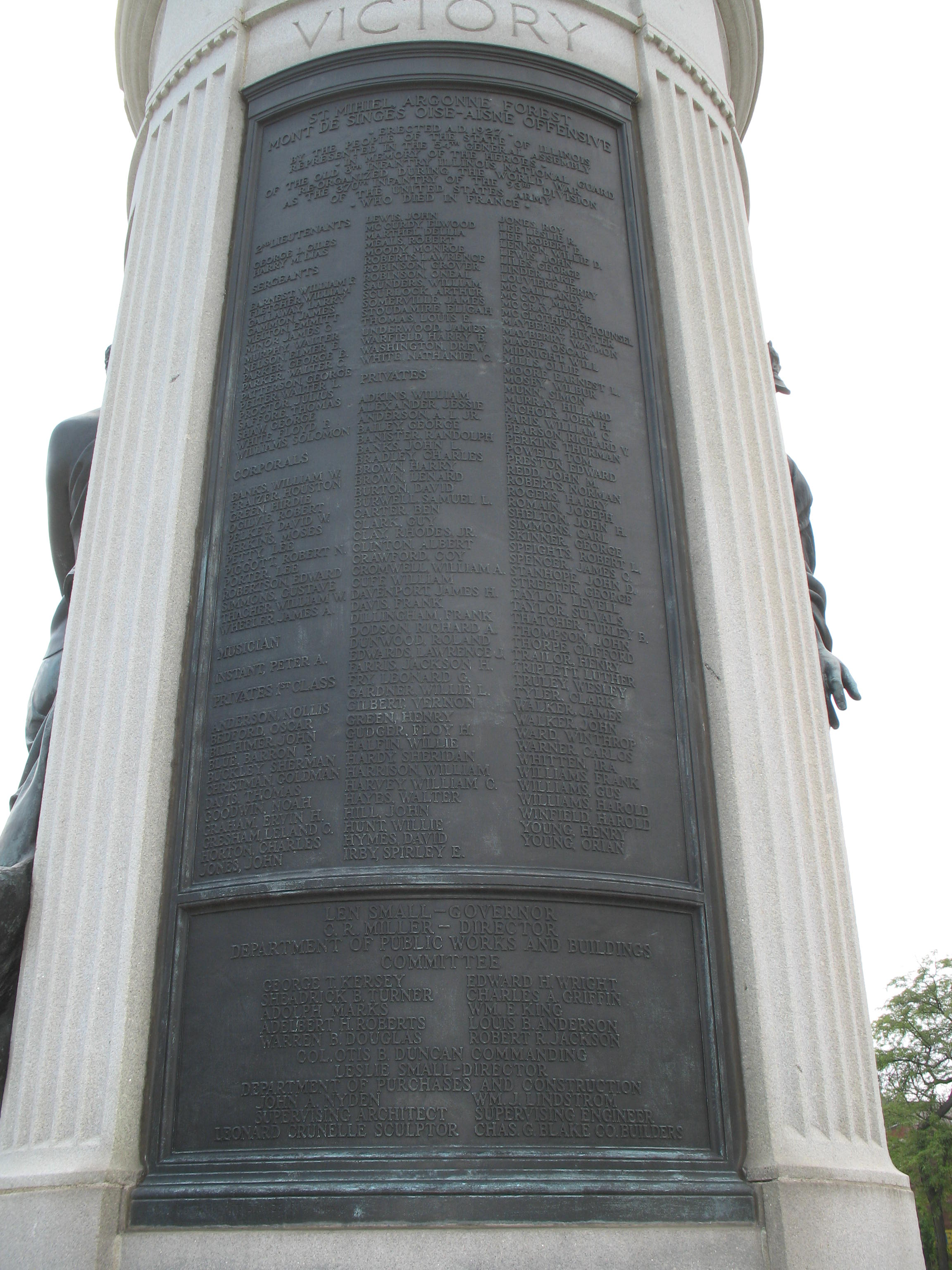
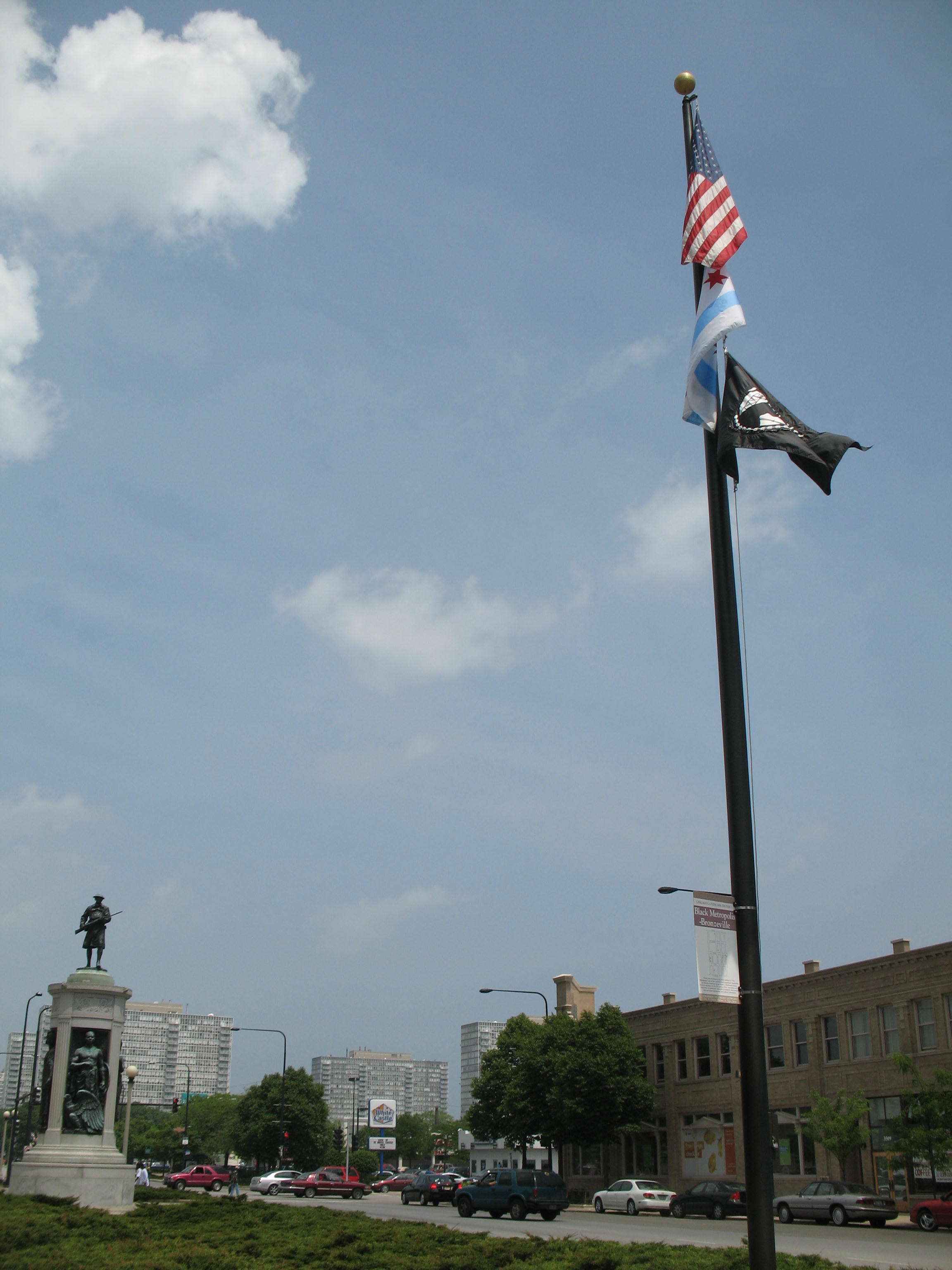